# Єврейський народний дім у Чернівцях
Єврейський Народний Дім у Чернівцях — дім, збудований на початку XX століття Єврейською релігійною громадою, який став центром єврейського культурного і громадського життя у Чернівцях та на Буковині. Має статус пам'ятки архітектури місцевого значення.
У 1908 році в Чернівцях, праворуч від недавно збудованого міського театру, постала вишукана чотириповерхова будівля у стилі модерн з домішками бароко і ренесансу, в якій розташувався Єврейський Народний Дім — Юдішесхауз.

Поява ще одного Єврейського дому ще більше доповнила картину розмаїття національного життя австрійських Чернівців, представленого на той час народними домами української, румунської, польської та німецької громад.
До Другої Світової війни він був центром єврейського життя у Чернівцях; тут містилися різноманітні єврейські спілки та організації.

## Євреї в Чернівцях і на Буковині
Відомо, що в 1774 році, коли Буковина перейшла під патронат Австрії, тут нараховувалось 560 єврейських сімей. У самих Чернівцях їх було 112. Це відзначив у своїй докладній записці у Відень перший генерал-губернатор краю Габріель фон Сплені. Характеризуючи Чернівці, він підкреслив, що містечко забудовано хаотично, але найкращі будинки займають євреї.
У Чернівцях є достатньо відомих адрес, що мають єврейське історичне минуле: спеціальна професійна школа («Сафа-арт») на вул. Еліезера Штейнбарга; хасидський дім цадика Фрідмана в Садгорі; єврейське кладовище (вул. Зелена), колишня велика Синагога (вул. Барбюса, 31).
Чернівецька міська єврейська релігійна громада м. Чернівців була створена, згідно з Указом австрійського цісаря, у 1786 році. Вона об'єднувала громадян, що сповідували юдаїзм.
Чернівецька єврейська релігійна громада мала свої власні установи, серед яких — школа, шпиталь, громадські синагоги, лазня, цвинтар, птахорізка.
Спочатку правління Чернівецької єврейської релігійної громади працювало у винаймлених приміщеннях. З побудовою споруди Чернівецької єврейсько-німецької школи (1860) тут розташувалися канцелярія Чернівецької єврейської релігійної громади із залом засідань, а також кімната єврейського матрикуляру, де реєстрували акти громадянського стану. Ці установи перебували у приміщенні школи упродовж 48 років.

## Діяльність єврейської громади по створенню власного народного дому
Настав час єврейській громаді Чернівців збудувати власне приміщення.
Будинок задумано як центр зібрання всієї єврейської громади, притулок духовного і національного життя євреїв краю.
Пропозицію про будівництво підтримали члени правління громади, і новому президенту д-ру Бен'яміну Штраухеру тільки залишалося втілити цю ідею в життя.
Розробити проект споруди доручили вже відомому на той час архітекторові Юліусу Бохнеру, йому також доручили виготовити детальні плани.
На засіданні правління єврейської громади було прийнято рішення про оголошення звернення до всіх євреїв Буковини про збір коштів для побудови споруди і необхідність отримання кредиту у Галицькому іпотечному банку.
Значні кошти на зведення споруди пожертвували Генріх та Жозефіна Ваґнери. Використовувалися й кошти Чернівецької єврейської релігійної громади та благодійні внески членів громади.
Кредит у банку взяли 450 тисяч корон під 8 відсотків річних.
Для керівництва будівництвом створили будівельний комітет, до складу якого ввійшли міські архітектори та радники єврейської громади: Юліус Бохнер, Іоахім Айзенберґ, Йозеф Ґрюнберґ та інші.
Комітет очолив голова правління громади д-р Бенно Штраухер.

Керівники Єврейської громади в Чернівцях

## Будівництво Єврейського Народного Дому

Меморіальна дошка

Керівництво будівельними роботами доручили одному з найвідоміших тогочасних архітекторів Йозефу Шрайберу, який у 1904–1905 роках керував зведенням в Чернівцях міського театру.
Будівництво Народного Дому розпочали з копання фундаменту восени 1906 року.
Урочисті закладини будинку відбулися навесні 1907 року. Роботи виконували різні місцеві будівельні компанії: які займалися бетонними роботами, поставляли пісок та гравій, цеглу, гіпс, дерево, планки і траверси, балки. Декілька фірм робили покрівлю та проводили центральне опалення. 20 червня 1907 року комітет по будівництву склав вимоги до виготовлення скульптур атлантів. Скульптури були виготовленні скульптором Оскаром Черні. В Чернівецькому архіві збереглися всі договори на проведення робіт, в тому числі на проведення електричного освітлення (цим займалася фірма Сіменс-шукерт), воно вартувало 2,1 тисячі крон). Опалення обійшлося в 4 тисячі крон. Вікна та двері виготовила фірма Хаїма Танненбаума.
До кінця 1908 року будівельні роботи завершили. 28 грудня 1908-го року будівлю визнали закінченою. Цього дня відбулося свято урочистого закладення останнього каменя. От як описувала місцева газета «Bukowiner Post» саму споруду:
на першому поверсі — широкий парадний вестибюль, двоє бічних сходів. Тут розташовувалися приміщення для моління, шкільні класи, кімнати для реєстрації шлюбів і новонароджених, на другому — конференц-зала, зала засідань правління Чернівецької єврейської релігійної громади, кабінет президента громади, приймальня, кімнати секретаря, бухгалтера, касира, а також читальний зал і бібліотека. Верхній поверх використовувався під житло. У напівпідвалі знаходилося приміщення кошерного ресторану разом із кегельбаном, кімнатою для прислуги та кухнею.

## Освячення Єврейського Народного Дому
Для проведення урочистого освячення будови було створено спеціальний комітет, головою якого став аптекар Фюлленбаум. За короткий термін підготували дуже гарне свято. У великій розкішній залі Єврейського Народного Дому зібрались численні гості. Це були досить поважні особи, котрі займали досить високе становище в Чернівцях, Буковині та Австро-Угорщині.

Серед гостей був депутат австрійської Палати послів доктор Артур Валєр. Після виконання святкового хоралу слово надали головному рабинові д-ру Розенфельду, котрий говорив про велике значення новобудови для культурного розвитку єврейського народу. Від імені студентських академічних корпорацій «Гасмонея», «Емуна», «Гебронія» виступив член товариства «Гасмонея» кандидат юриспруденції М. Аріе, від імені товариства «Зефіра» — кандидат юриспруденції Шапіро, від єврейського політичного товариства — д-р Діамант, від жіночого товариства — велика землевласниця пані Блюм. Завершив виступи тепло сприйнятий голова правління Чернівецької єврейської релігійної громади, депутат австрійської Палати послів д-р Бенно Штраухер. Після урочистої освяти відбувся виступ єврейського співочого товариства.
О 9 годині вечора відбувся святковий бенкет. На бенкет були запрошені також і представники релігійних громад інших міст Австрії.

## Використання Єврейського Народного Дому
Приміщення Народного Дому здавалися в оренду численним єврейським товариствам для проведення різноманітних заходів.
Тут відбувалися вибори до правління Чернівецької єврейської релігійної громади, збори уповноважених «Єврейської національної партії Буковини», партійні з'їзди Буковинського сіоністського крайового комітету, крайові конференції буковинських сіоністів, народні збори Єврейської національної спілки, численні зібрання, зокрема з нагоди надання матеріальної допомоги голодуючому населенню Південної Бессарабії (1935). Тут зустрічали президента виконавчого комітету всесвітньої сіоністської організації Нахума Соколова (1929) тощо.
При Єврейському Народному Домі працювали товариства: «Товариство чернівецьких підприємців» (керівник Г. Вендер), "Єврейське товариство «Відродження», Союз єврейських студентів (Л. Кельнер), цілий ряд благочинних організацій і товариств, таких, як «Студентська столова академіка Юдейка», «Союз Марі-Регінц», «Народна єврейська кухня», «Союз захисту дітей» та інші.
Єврейська громада приділяла велику увагу розвитку мистецтва і літератури, залишалась вірною своїм традиціям і сприяла розвитку міста Чернівців та Буковини.

## Єврейський Народний Дім в період входження Буковини до Радянського Союзу і України
З приходом радянської влади (1944) приміщення було передано під міський Будинок культури. Нині це — Центральний палац культури Чернівецької міської ради. Тут працюють численні аматорські колективи — як дорослі, так і дитячі. Серед них — народний драматичний театр, народний театр естрадних мініатюр та публіцистики «Гомін», народна оперна студія, народний ансамбль танцю «Юність», народний вокально-інструментальний ансамбль «Карпати», народний духовий оркестр, народний вокальний ансамбль «Марічка», гурток троїстих музик, студія художнього слова, дитячий народний ансамбль спортивного бального танцю «Промінь», дитячі студії — музична та театрального мистецтва тощо.
Єврейські громадські організації повернулися до свого Народного дому лише на початку 90-х, в незалежній Україні.
Тут, згідно з рішенням Чернівецького міськвиконкому, розмістилися на першому поверсі Товариство єврейської культури імені Еліезера Штейнбарга і, відкритий у 2008 році, Музей історії та культури євреїв Буковини, решту приміщень Єврейського дому займає міський палац культури Чернівців. На фасаді встановлено меморіальну дошку (чорний граніт) з двомовним написом (українською та на їдиші) про спорудження будинку у 1908 році єврейською громадою м. Чернівців.
20.12.2019 єврейська громада відродила історичний напис на фасаді: "JÜDISCHES HAUS - בית ישראל" та зображення Зірки Давида.

## Галерея

Справа від Єврейського Дому видно пам'ятник Шіллеру - він стоїть перед міським театром
Зліва, в глибині, видно Темпель. Поруч ще не побудовано Румунський Дім
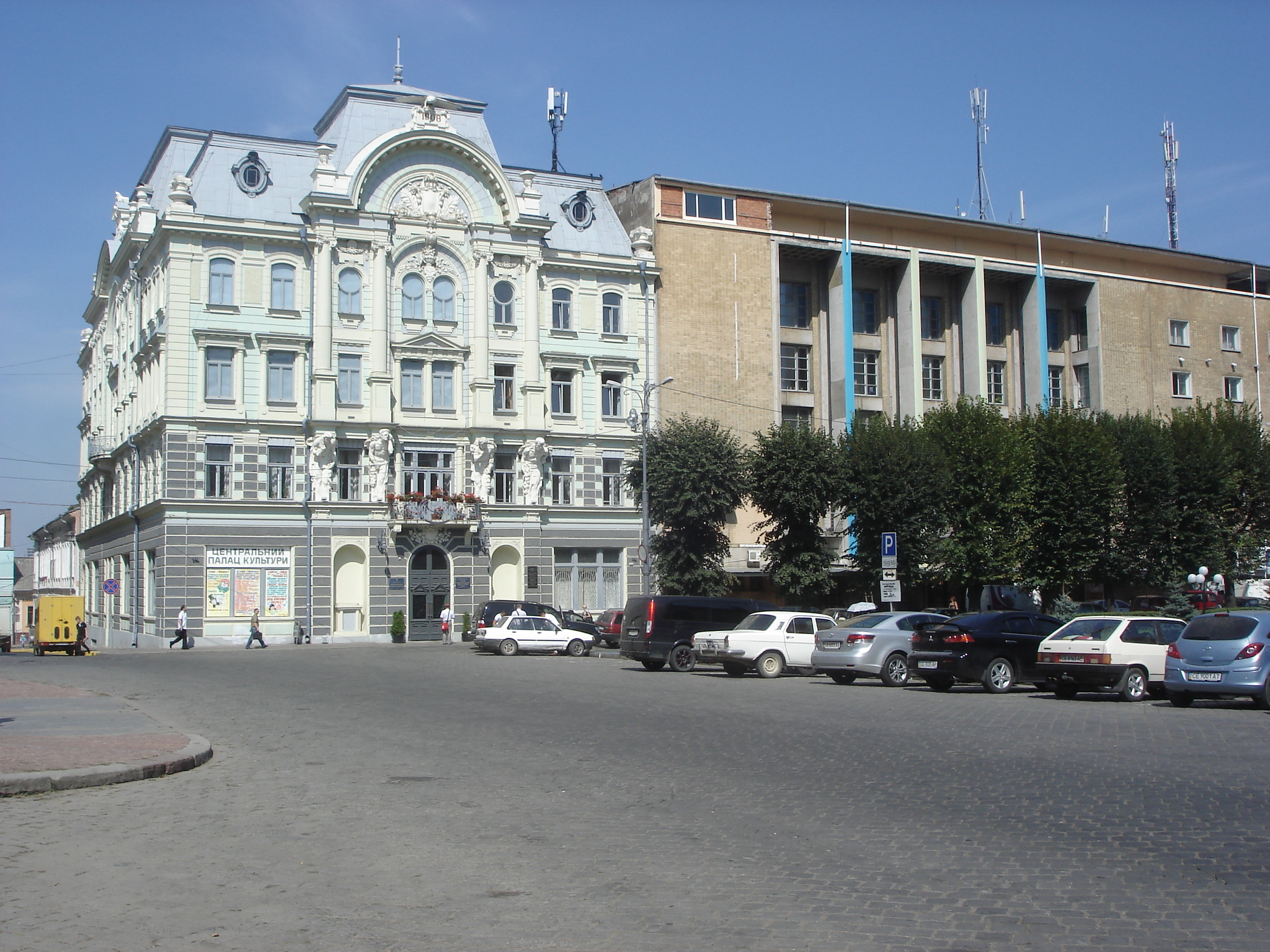
Сучасне фото. Зліва від Єврейського дому видно побудований в 1940 році Румунський Дім
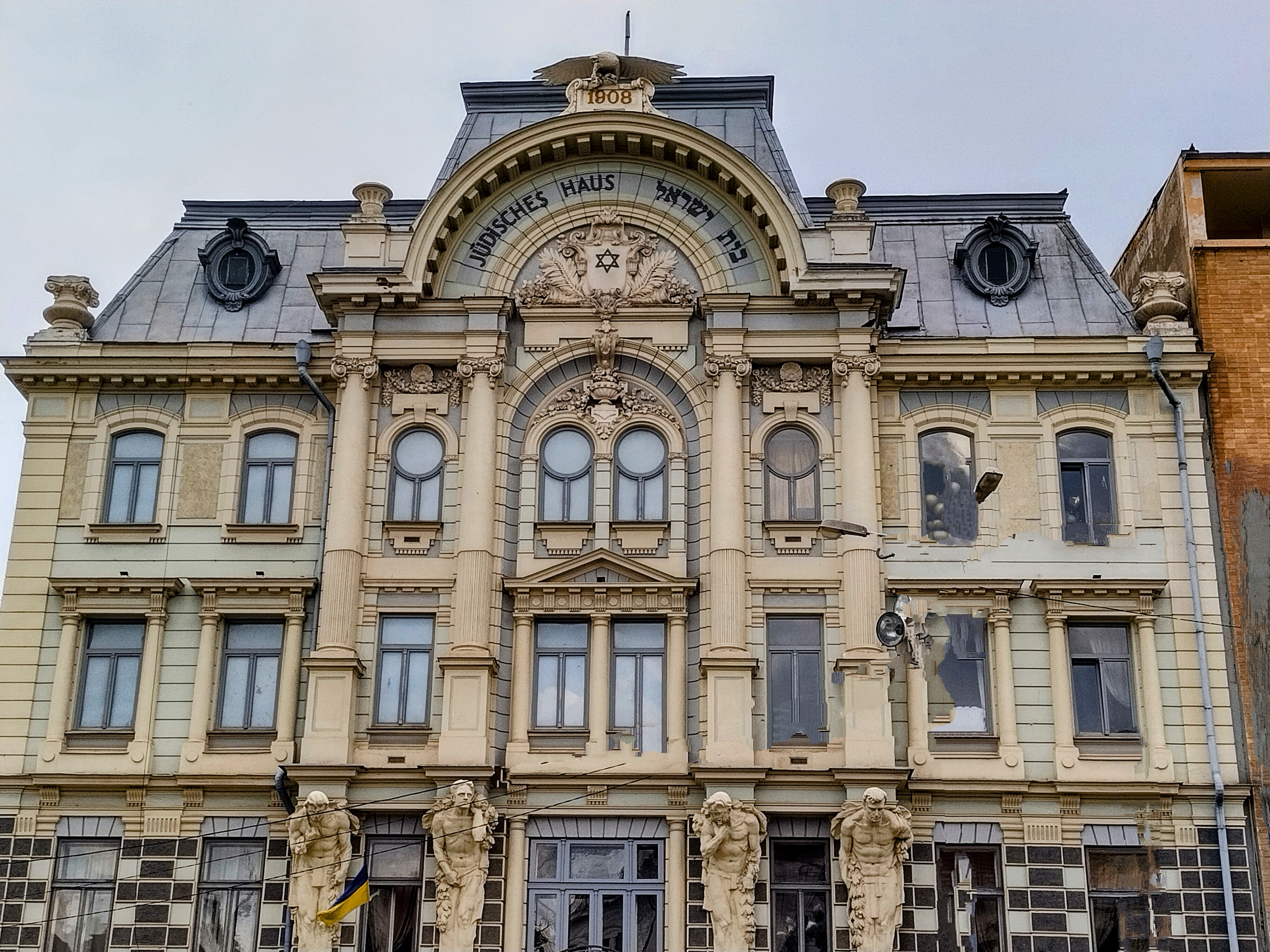
Деталі фасаду